# Paweł (Wwiedienski)
Paweł, imię świeckie Pawieł Andriejewicz Wwiedienski (ur. 4 marca?/16 marca 1886, zm. 9 lutego 1937 w Morszansku) – rosyjski biskup prawosławny.

## Życiorys
W 1887 ukończył seminarium duchowne w Samarze. W roku następnym został wyświęcony na kapłana i przez kolejne dwadzieścia sześć lat służył w eparchii samarskiej jako biały (parafialny) duchowny. Co najmniej od 1914 do 1918 pełnił funkcję klucznika katedralnego soboru Chrystusa Zbawiciela w Samarze. Od 1919 do 1922 był natomiast klucznikiem w soborze Zaśnięcia Matki Bożej we Władywostoku. Przed 1922 musiał złożyć wieczyste śluby mnisze (zachowując przy tym dotychczasowe imię), gdyż w wymienionym roku nadana mu została godność archimandryty. 
Na krótko emigrował z ogarniętej wojną domową Rosji, udając się do Japonii. 4 grudnia 1922 został wyświęcony na biskupa nikolsko-ussuryjskiego, wikariusza eparchii władywostockiej i nadmorskiej. Chirotonia biskupia odbyła się w soborze Zmartwychwstania Pańskiego w Tokio pod przewodnictwem arcybiskupa Tokio Sergiusza, któremu asystowali biskup władywostocki Michał oraz biskup kamczacki Nestor. Jako biskup nikoło-ussuryjski biskup Paweł był locum tenens eparchii władywostockiej. Już w 1923 został przeniesiony do eparchii samarskiej jako jej wikariusz z tytułem biskupa melekeskiego. Formalnie pełnił te obowiązki przez cztery lata, jednak w rzeczywistości już w roku podjęcia służby w eparchii samarskiej został aresztowany i do 1926 był więziony w obozie specjalnego przeznaczenia urządzonym przez władze radzieckie w dawnym Monasterze Sołowieckim. Po zwolnieniu z obozu został natomiast zesłany do Ufy bez prawa opuszczania miasta. W związku z tym otrzymał tytuł biskupa złatoustowskiego, wikariusza eparchii ufijskiej. 
Zwolniony ze zsyłki w 1928, został w lipcu tego roku skierowany na katedrę kałuską i borowską, na której pozostawał do grudnia tego samego roku. W grudniu 1928 został ordynariuszem eparchii orenburskiej i pozostawał na katedrze przez pięć lat. Faktycznie jednak przestał kierować administraturą już w 1932, gdy został skazany na trzyletnią zsyłkę i zmuszony do wyjazdu do Morszanska. W kwietniu 1935 otrzymał godność biskupa morszańskiego, wikariusza eparchii tambowskiej. Biskup żył samotnie, prowadząc działalność duszpasterską jedynie w ograniczonym zakresie – nie przyjmował gości, rzadko służył w cerkwi św. Mikołaja w Baziewie, dzielnicy Morszanska. 
Według oficjalnych informacji zmarł w Morszansku wskutek ataku serca. Inne źródła podają, że został w 1937 rozstrzelany. Pochowany w pobliżu cerkwi św. Mikołaja w Baziewie.